# David avec la tête de Goliath (Le Caravage, Vienne)
Pour les articles homonymes, voir David avec la tête de Goliath.
David avec la tête de Goliath (en italien Davide con la testa di Golia) est un tableau généralement attribué au peintre italien Caravage et qui aurait été peint vers 1606-1607 quoique certains chercheurs en avancent la création à 1600-1601. Il est conservé au Kunsthistorisches Museum de Vienne en Autriche. Une autre version similaire date de 1606-1607 et est conservée à la galerie Borghèse de Rome. Il brosse le moment où David, affichant un visage affecté, présente la tête de son ennemi.

## Historique
Du fait de la rareté de la documentation disponible concernant cette œuvre, il est difficile d'en dater la réalisation avec précision. Néanmoins, la grande majorité des historiens de l'art la font remonter à l'époque du premier séjour de Caravage à Naples et plus précisément aux années 1606-1607,,,. Il n'est ainsi guère que, et de façon isolée, Sybille Ebert-Schifferer et Fabio Scaletti pour en avancer la création aux années 1600-1601,. Enfin, choisissant également de contredire la majorité des chercheurs, le propriétaire actuel de l'œuvre, le Kunsthistorisches Museum de Vienne, retient également une datation précoce de l'œuvre (1600-1601).
De la même manière, les historiens de l'art ne s'accordent pas sur le degré de certitude quant à l'attribution à Caravage de cette version de David avec la tête de Goliath. Ainsi, de façon emblématique, Catherine Puglisi indique une simple « attribution » et, de la même manière, Gérard-Julien Salvy constate que « l'attribution [en] demeure contestée ».
Il semble que la création de l'œuvre ne réponde pas à la commande d'un commanditaire précis : le tableau serait en effet une œuvre « de marché ». Sybille Ebert-Schifferer avance plusieurs arguments confortant cette hypothèse : Caravage utilise du bois comme support contrairement à ses habitudes (qui plus est, il s'agit-là de la réutilisation de panneaux qu'un autre artiste avait précédemment utilisés) ; le thème représenté est courant et apprécié à cette époque ; enfin, le peintre puise la pose et les détails dans son propre répertoire ou celui d'autres peintres afin, semble-t-il, de hâter l'achèvement de l'œuvre.
Le premier propriétaire serait, selon l'historien de l'art italien Giovanni Pietro Bellori, Juan de Tassis y Peralta, comte de Villamediana qui l'aurait acheté à Naples entre 1611 et 1615,. Enfin, après avoir fait partie, notamment, des collections du roi Charles Ier d'Angleterre, le tableau entre en possession de l'archiduché d'Autriche en 1667.

## Sujet
Le combat de David contre Goliath est un épisode de la Bible issu du premier livre de Samuel dans l'Ancien Testament. Cet épisode relate le combat singulier opposant un jeune berger, David, au géant Goliath, champions respectifs du royaume d'Israël et des Philistins. Après, l'avoir abattu de sa fronde, David tranche la tête de Goliath. Le tableau expose le moment où David présente la tête du géant au roi Saül et son peuple après son combat victorieux,.

## Description
Le tableau est rectangulaire et de taille moyenne, de dimensions 91,2 × 116,2 cm. Il est présenté dans un cadre de bois orné de motifs qui offre à l'œuvre une dimension totale de 113 × 138,5 cm . Il utilise comme médium la peinture à l'huile et, fait unique dans la production de Caravage qui peint toujours sur toile, il est réalisé sur un panneau en bois. Il s'agit de peuplier d'une épaisseur de 2,5 cm. Ce dernier fait est notable car, outre la faiblesse de la documentation se rapportant à l'œuvre, l'utilisation de ce support inhabituel contribue à compliquer l'attribution par les historiens de l'art.
L'œuvre présente un jeune homme, David, vu à mi-cuisses, dont la poitrine à moitié dévêtue et le visage juvénile et glabre sont vus de face. Le personnage occupe la partie gauche du tableau. Il tient par les cheveux la tête tranchée, gorgée de sang et au front marqué par le projectile qui l'a abattu, d'un homme barbu plus âgé, Goliath. Son regard est tourné vers un point extérieur à l'œuvre situé sur la droite du spectateur — le corps étendu de son ennemi selon l'historien de l'art Sebastian Schütze. Sa main droite tient une épée et en décharge une partie du poids sur sa propre épaule. Dans sa mise en scène, Caravage fait tendre par David la tête pendante de Goliath vers le spectateur de la toile, ce qui conduit son regard à se focaliser sur elle. Cette pose pourrait avoir comme modèle la statuaire antique, telle la statue d'Apollon tenant la tête de Marsyas que Caravage aurait pu observer dans la collection particulière de Vincenzo Giustiniani.

## Analyse
David avec la tête de Goliath apparaît comme une œuvre ambivalente. Ainsi Gérard-Julien Salvy la présente comme « d'une force menaçante en même temps que d'une douceur ambiguë ».
De fait, elle met en scène un personnage dont le triomphe est éclatant : David expose la tête de son ennemi vaincu, un exploit souligné par le contraste offert entre, d'un côté, son aspect presque frêle et sa jeunesse et, de l'autre, la taille disproportionnée de la tête de son adversaire ainsi que le plus grand âge de ce dernier.
Mais le tableau représente également un personnage méditatif : ainsi David, évoluant au sein d'une composition empreinte de douceur, affiche un regard « calme, assuré » et surtout introspectif, tourné sur son propre destin et celui de son ennemi.

### Ouvrages
- Giovanni Pietro Bellori (trad. de l'italien par B. Pérol), Vie du Caravage, Paris, Le promeneur, 1991 (1re éd. 1672), 62 p. (ISBN 2-07-072391-7, lire en ligne).
- Sybille Ebert-Schifferer (trad. de l'allemand par Virginie de Bermond et Jean-Léon Muller), Caravage, Paris, éditions Hazan, 2009, 319 p., 32 cm (ISBN 978-2-7541-0399-2).
- Mina Gregori (trad. de l'italien par O. Ménégaux), Caravage, Paris, Gallimard, 1995, 161 p. (ISBN 2-07-015026-7).
- Catherine Puglisi (trad. de l'anglais par D.-A. Canal), Caravage, Paris, Phaidon, 2005 (1re éd. 1998), 448 p. (ISBN 978-0-7148-9995-4), 1re éd. française 2005, réimp. brochée 2007.
- Gérard-Julien Salvy, Le Caravage, Paris, Gallimard, coll. « Folio biographies », 2008, 316 p. (ISBN 978-2-07-034131-3).
- Fabio Scaletti (trad. D.-A. Canal), « Catalogue des œuvres originales », dans Claudio Strinati (dir.), Caravage, Editions Place des Victoires, 2015 (ISBN 978-2-8099-1314-9), p. 29-209.
- Sebastian Schütze (trad. Michèle Schreyer), Caravage : l’œuvre complet, Taschen, 2015 (1re éd. 2009), 306 p. (ISBN 978-3-8365-5580-7).
- (en) John T. Spike, Caravaggio : Catalogue of Paintings, New York, Abbeville Press, 2010 (1re éd. 2001), 623 p. (ISBN 978-0-7892-1059-3, lire en ligne), p. 329-331.

### Sites internet
- Ressources relatives aux beaux-arts :   - bpk-Bildagentur
  - Fondation Federico Zeri
  - Musée d'Histoire de l'art de Vienne